# أندريه غلوكسمان
أندريه غلوكسمان (بالفرنسية: André Glucksmann)‏ هو فيلسوف وكاتب ناشط فرنسي من أصل يهودي أشكنازي ولد في يوم 19 يونيو 1937 في مدينة بولون-بيانكور في فرنسا، يعتبر أحد أعضاء جمعية الفلاسفة الجدد الفرنسية المعارضة للشيوعية، في بداية حياته كان ماركسياً وثم رفضها وألف كتاب La Cuisinière et le Mangeur d'Hommes في سنة 1975 وألذي إنتقد به الشيوعية وقد لاقى الكتاب شعبية كبيرة وثم أصبح ناقد لسياسات الإتحاد السوفييتي وداعم لحقوق الإنسان وفي السنوات الأخيرة من حياته عارض مفهوم أن الإرهاب الإسلامي سيدمر الترابط الحضاري بين الإسلام وبين العالم الغربي، توفي في يوم 10 نوفمبر 2015 في باريس في فرنسا.

## روابط خارجية
- أندريه غلوكسمان على موقع IMDb (الإنجليزية)
- أندريه غلوكسمان على موقع مونزينجر (الألمانية)
- أندريه غلوكسمان على موقع ألو سيني (الفرنسية)
- أندريه غلوكسمان على موقع ديسكوغز (الإنجليزية)
- أندريه غلوكسمان على موقع قاعدة بيانات الفيلم (الإنجليزية)